# 89/92
89/92 es un álbum compilatorio de Attaque 77 que fue editado en 1992. Resume lo mejor de la banda desde 1989 a 1992 (años en los que el grupo grababa los discos con la discográfica Radio Trípoli).

## Contenido
Este compilado recoge grabaciones hechas para el sello Radio Trípoli Discos, siendo este disco el último de Attaque 77 para dicho sello discográfico.
Entre las canciones de estudio se incluyen demos, versiones no editadas y un tema inédito, todas registradas entre los años 1989 a 1992, y las canciones en vivo pertenecen al recital de Attaque realizado en el Estadio Obras el 5 de octubre de 1991, y son temas que quedaron fuera del disco Rabioso! La Pesadilla Recién Comienza.
El único videoclip de este disco es el de la canción inédita "Volver a empezar (vivo)".

## Canciones
1. Donde las águilas se atreven - 03:45.
2. Espadas y serpientes - 04:10.
3. Gil - 02:23.
4. Hacelo por mí - 02:35.
5. Hay una bomba en el colegio - 02:15.
6. No te quiero más - 02:41.
7. Volver a empezar - 03:29.
8. El cielo puede esperar - 03:24.
9. Tiempo para estar - 02:37.
10. Caminando por el Microcentro (Edda) - 02:20.
11. B.A.D. - 01:39.
12. Más de un millón - 02:18.
13. Sola en la cancha (Pasión de multitudes) - 03:14.

## Miembros
- Ciro Pertusi: Voz, Bajo en "Gil".
- Mariano Martinez: Guitarra y coros.
- Leo De Cecco: Batería.
- Adrián Vera: Bajo y coros.
- Federico Pertusi: Voz en "Gil".

- Datos: Q5390318